# Piper curtisii
Piper curtisii är en pepparväxtart som beskrevs av C. Dc.. Piper curtisii ingår i släktet Piper och familjen pepparväxter. Inga underarter finns listade i Catalogue of Life.